# Miel Dullaert
Miel Dullaert (Merksem, 1948) is een Belgisch voormalig redacteur en politicus voor de KPB.

## Levensloop
Hij doorliep zijn secundair onderwijs aan het college van Sint-Niklaas. Vervolgens studeerde hij aan het Sint-Ignatius te Antwerpen en de Katholieke Universiteit Leuven, alwaar hij afstudeerde als licentiaat in de sociologie.
In 1978 ging hij aan de slag bij De Rode Vaan, waarvan hij later politiek directeur werd, een functie die hij uitoefende tot De Rode Vaan in 1992 ophield te bestaan. Van 1995 tot 1999 was hij redactiesecretaris van het SP-blad Nieuw Links en in 2000 ging hij aan de slag als medewerker van Meervoud.
Daarnaast was hij politiek actief. Zo was hij kaderlid en lid van het dagelijks bestuur van de KP. Daarnaast was hij een tijdlang medewerker in het Vlaams Parlement van de SP-fractie.